# 格雷厄姆·贾勒特
格雷厄姆·贾勒特（英語：Grahame Jarratt，1929年1月10日—2011年8月5日），新西兰男子赛艇运动员。他曾代表新西兰参加1950年大英帝国运动会赛艇比赛，获得男子八人单桨有舵手银牌。